# Spodnje Grušovje
Spodnje Grušovje – wieś w Słowenii, w gminie Slovenske Konjice. W 2018 roku liczyła 200 mieszkańców.